# Broviac-Katheter
Ein Broviac-Katheter ist ein dünner, kleinlumiger und flexibler Katheter aus Silikon. Er ist mit dem Hickman-Katheter vergleichbar. Beide werden meist als venöse Langzeit-Katheter eingesetzt.

## Charakterisierung
Im allgemeinen Sprachgebrauch ist ein Broviac-Katheter ein dünner zentraler Venenkatheter (ZVK) aus Silikon mit einem Außendurchmesser von bis zu 7 CH für die Gabe von dünnflüssigen Medikamentenzubereitungen oder Infusionen. Hickman-Katheter sind großlumigere (ZVK-)Katheter aus Silikon mit einem Außendurchmesser von 9,6 CH. Diese Katheter werden für die Gabe von höherviskosen Lösungen wie z. B. zur parenteralen Ernährung verwendet.
Die Implantation und Verwendung als zentraler Venenkatheter ist für beide Katheter-Varianten nahezu identisch. Über den Namen erfolgte in der Anfangszeit die Differenzierung bezüglich des Katheterlumens und des Verwendungszweckes. Auf Grund der heutzutage vorhandenen Produktvielfalt werden die Begriffe Broviac- und Hickman-Katheter oft ohne weitere Differenzierung als Einheitsbegriff in der Form Broviac/Hickman-Katheter verwendet. Sie bezeichnen aber zentrale Venenkatheter ausschließlich in Silikon-Ausführung. Als moderne alternative Materialqualität sind mittlerweile auch Katheter aus Polyurethan (PUR) verfügbar. Im spezifischen Anwendungsfall haben beide Materialvarianten ihre Vor- und Nachteile.

## Geschichte
Die ersten venösen Langzeit-Katheter wurden 1968 verfügbar, das Design wurde von Broviac et al. Anfang der 1970er Jahre verbessert. Broviac verwandte an Stelle der bis dahin gebräuchlichen Katheter aus Polyethylen solche aus weichem und flexibleren Silikon. Diese Materialqualität wurde von ihm erstmals 1970 als ZVK zur parenteralen Ernährung verwendet.
Broviac macht in seiner Veröffentlichung keine spezifischen Größenangaben zu Durchmesser und Innendurchmesser (Lumen), jedoch erwähnen Hickman et al. später, dass er (Hickman) einen größeren Innendurchmesser (von Hickman mit ID 0,32 mm angegeben) als die bis dahin allgemein gebräuchlichen Silikonkatheter mit einem Innendurchmesser von 0,22 mm verwendet.